# 에바다학교
에바다학교는 경기도 평택시 진위면 하북리에 있는 에바다복지회 소속 사립 특수학교이다. 청각장애 학생을 위한 특수교육기관으로 초등부, 중학부, 고등부를 두고 있다.

## 연혁
- 1986년 3월 1일 : 개교